# Jacu, Mureș
Jacu (lb. maghiară Oláhzsákod) este un sat în comuna Albești din județul Mureș, Transilvania, România.

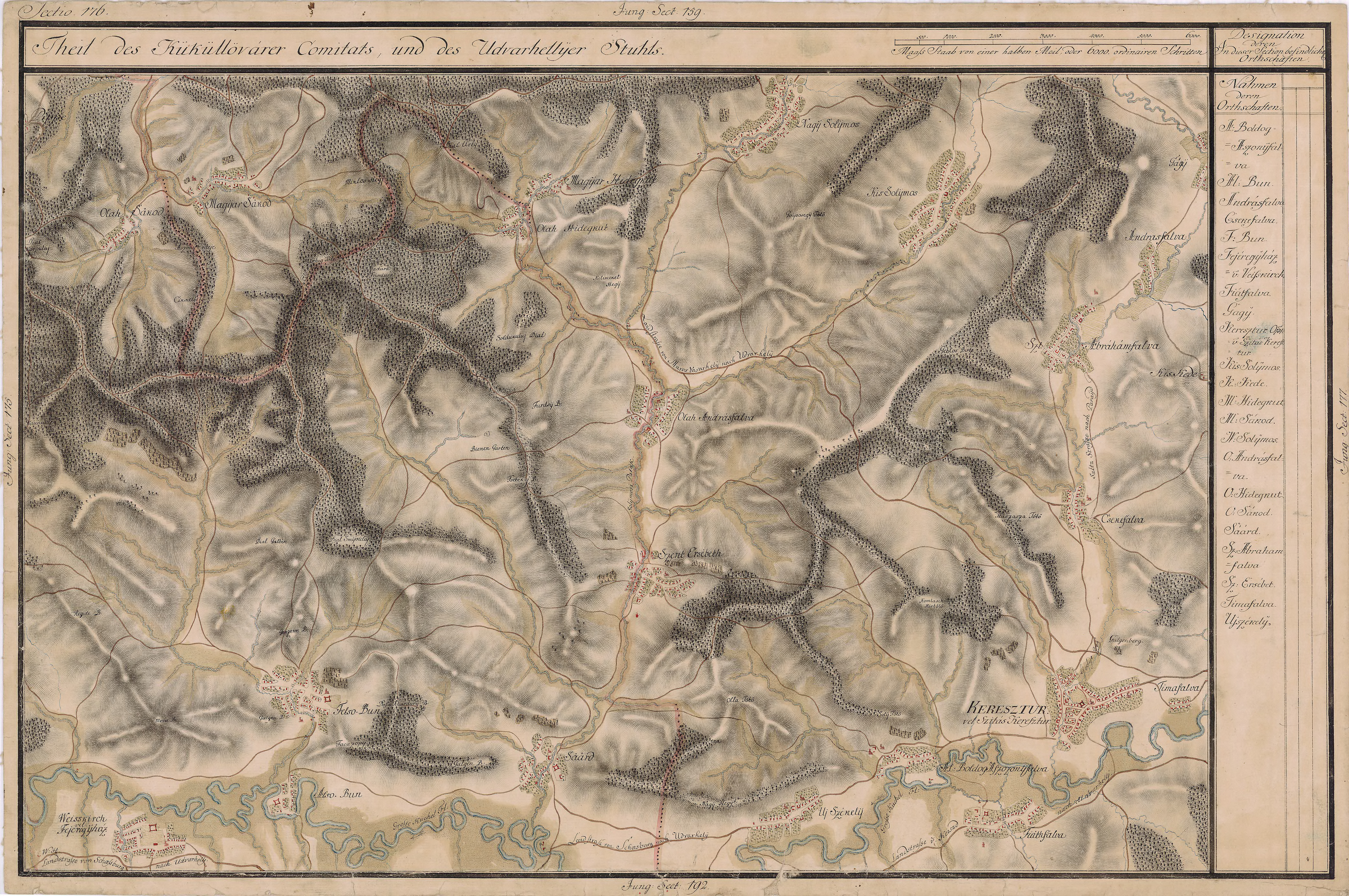
Jacu în Harta Iosefină a Transilvaniei, 1769-73